# 李泰煥
李泰煥（：／，1995年2月21日—），韓國男演員，身高188公分，是所屬經紀公司Fantagio推出的演員團體「5urprise」的成員之一，常見譯名為李太奐。

## 演藝經歷
2011年，獲得第六屆「亞洲模特兒大賞」新人獎。

2013年，與徐康俊、唯一、孔明、姜泰伍组成韓國首個演员组合「5urprise」，從而正式出道;同年9月，與5urprise成員合作主演青春漫畫網路劇《放學後福不福》，在劇中飾演抽籤部成員李泰焕。

2014年，與李德華、金海淑、李尚禹合作主演SBS獨幕剧《十月美好的一天》，在劇中飾演青年爸爸;同年，出演徐仁國、李荷娜、李洙赫、李烈音主演的tvN月火剧《高校處世王》，在劇中飾演冰球三人幫成員吳泰錫;同年10月，與崔振赫、白珍熙、崔民秀合作主演MBC月火劇《傲慢與偏見》，在劇中飾演男二號姜修;同年11月，隨5urprise推出首張迷你音樂專輯《5URPRISE 1st SINGLE-From my heart》，並在首爾舉辦showcase ;同年12月28日，隨5urprise在日本東京舉辦「Asia Promotion Tour 5URPRISE PARTY」亞洲巡迴演唱會 。

2015年2月4日，與5urprise成員應邀出席在美國舉行的「The 2015 Drama Fever Awards」頒獎典禮，並現場演唱電視劇《放學後福不福》的OST《Hey U Come On》與首張單曲《From my heart》；同年3月，與金賽綸攜手為TBJnearby拍攝的春季畫報公開 ；同年4月，出演韓國MBC月火劇《華政》，在劇中飾演少年光海君 。

2016年，出演MBC電視台新劇《W－兩個世界》，飾演男主角姜哲的好友兼保鏢徐道允 。

## 演出作品

### 電視劇
| 年份 | 電視台    | 劇名                     | 角色               | 性質     |
| 2013 | 網路劇    | 放學後福不福             | 李泰煥             |          |
| 2014 | tvN       | 高校處世王               | 吳泰錫             | 配角     |
| 2014 | MBC       | 傲慢與偏見               | 姜修／徐太沅       | 主演     |
| 2015 | MBC       | 華政                     | 光海君（少年时期） | 主演     |
| 2016 | 搜狐網    | 花樣排球                 | 白宇振             | 配角     |
| 2016 | SBS       | 回來吧大叔               | 崔勝宰             | 配角     |
| 2016 | 深圳衛視  | 望夫成龍                 | 杜允澤             | 主演     |
| 2016 | MBC       | W－兩個世界              | 徐道允             | 配角     |
| 2016 | MBC       | 爸爸，我來伺候你         | 韓成俊             | 主演     |
| 2017 | KBS       | 我的黃金光輝人生         | 鮮于赫             | 主演     |
| 2018 | tvN       | 金秘書為何那樣           | 李成延             | 主演     |
| 2019 | SBS       | 農夫士官學校             | 河周碩             | 主演     |
| 2020 | Channel A | Touch                    | 姜道振             | 主演     |
| 2020 | JTBC      | 優雅的朋友們             | 朱江山             | 特別演出 |
| 2020 | KBS       | 暗行御史：朝鮮秘密搜查團 | 成以範             | 主演     |
| 2022 | JTBC      | 三十九                   | 朴賢俊             | 主演     |

### 電影
| 年份 | 片名                 | 角色     | 性質 |
| 2014 | 放學後福不福－劇場版 | 李泰焕   |      |
| 2016 | 水色站               | 元善     | 主演 |
| 2023 | 雉岳山               | 郑伊萨克 | 主演 |

### MV
| 年份           | 演唱者      | 歌曲名稱                            |
| 2012年         | Hello Venus | What are you doing today?           |
| 2015年7月26日  | Hello Venus | I'm Ill                             |
| 2020年12月28日 | 許閣        | How did we(우린 어쩌다 헤어진 걸까) |

### 綜藝節目
| 年份                   | 電視台  | 節目            | 備註                                     |
| 2017年6月9日至6月30日  | MBC     | 《無理的同居》  | 與韓銀貞、P.O 同居                       |
| 2017年6月25日至7月2日  | SBS     | 《Running Man》 | 與孫汝恩、洪真英、李善彬、孫娜恩、吳夏榮 |
| 2017年8月25日至9月15日 | SBS     | 《叢林的法則》  | 科莫多島篇                               |
| 2018年5月11日          | Netflix | 《明星來解謎》  | 與5urprise                               |
| 2020年8月1日、8月8日   | SBS     | 《朴張約會所》  |                                          |

### 主持
| 年份              | 電視台           | 節目                   | 備註                                     |
| 2018年6月11日至今 | 旅遊網路綜藝節目 | Photo people in Tokoyo | 與金在中、南優鉉、柳善皓、曹世鎬、林煐岷 |

## 獲獎及提名列表
| 年份   | 頒獎典禮             | 獎項       | 提名項目             | 結果 |
| ------ | -------------------- | ---------- | -------------------- | ---- |
| 2011年 | 第6屆 亞洲模特兒大賞 | 新人賞     |                      | 獲獎 |
| 2017年 | 2017 KBS演技大賞     | 男子新人獎 | 《我的黃金光輝人生》 | 提名 |

## 外部連結
- 李泰煥的新浪微博（简体中文）
- 李泰煥的Instagram帳戶
- 5urprise的Facebook專頁
- 5urprise的新浪微博（简体中文）
- Fantagio官方網站 （页面存档备份，存于）
- 李泰煥在互联网电影资料库（IMDb）上的資料（英文）
- 李泰煥-BLOG （页面存档备份，存于）